# Парадокс новых штатов
Парадокс новых штатов (англ. New States Paradox) наблюдался в США, где при добавлении новых штатов некоторые прежние штаты получали больше представителей в конгрессе, хотя естественно было ожидать, что, поскольку число членов конгресса возрастает пропорционально населению нового штата, его добавление не повлияет на число представителей существующих штатов.
Парадокс возникает из-за методов округления, а именно из-за применения метода Гамильтона.

## Пример парадокса в 1907 году
Оклахома стала штатом в 1907 году. До её вступления с 1900 года в палате представителей было 386 мест. Общее число избирателей составляло 74 562 608 человек, и каждый депутат представлял 193 167 человек.
В Оклахоме было около миллиона жителей, имевших право голоса. Ожидалось, что она просто получит 5 представителей, увеличив их общее число до 391, не повлияв на распределение представителей от других штатов. Однако при использовании метода Гамильтона возникла парадоксальная ситуация. Применив его к 391 месту, получили 5 мест для Оклахомы, 4 для штата Мэн и 37 для штата Нью-Йорк. До вступления Оклахомы в союз штат Нью-Йорк имел 38 мест, а штат Мэн — всего 3. Таким образом, присоединение Оклахомы привело к переходу одного места в конгрессе от штата Нью-Йорк к штату Мэн.